# Hermann Götz (Künstler)

Hermann Götz

Hermann Götz (* 28. September 1848 in Donaueschingen; † 28. Juli 1901 in Karlsruhe) war ein deutscher Maler, Lithograf, Plastiker und Kunstgewerbler, der auch als Professor an der Karlsruher Kunstgewerbeschule lehrte.

## Leben
Nach einer Lehrzeit als Lithograf und Dekorationsmaler besuchte Hermann Götz von 1866 an das Karlsruher Polytechnikum und studierte ab 1872 bei Ferdinand Keller an der Karlsruher Kunstakademie. Bereits als 30-Jähriger wurde Götz Lehrer an der Kunstgewerbeschule Karlsruhe, vier Jahre später ihr Direktor. In dieser Funktion leitete er zahlreiche Ausstellungen im In- und Ausland. Er gründete 1885 den badischen Kunstgewerbeverein und 1889 das Kunstgewerbemuseum. 1877/78 bereiste er Italien, 1897 Oberägypten, Syrien und Palästina. Zu seinen wichtigsten persönlichen Erfolgen gehört die Goldmedaille auf der Weltausstellung Paris 1900 für den Entwurf des neuen Trauzimmers für das Karlsruher Rathaus. Aus seiner illustrativen Tätigkeit ragen die Illustrationen zu Goethe und Schiller für den Verlag Hallberger, später deutsche Verlags-Anstalt, hervor.

## Werk (Auswahl)
- Emmendingen
  - Kriegerdenkmal 1870/1871 (1896)
- Donaueschingen
  - Kriegerdenkmal 1870/1871 (enthüllt am 27. September 1896)
- Karlsruhe
  - Hengstbrunnen (1896, für Christian Hengst, umgesetzt durch Heinrich Bauser und Ludwig Kleiber)[1]
  - Regimentsdenkmal 1870/1871 des Badischen Leib-Grenadier-Regiments (1896)
  - Innenausstattung des Palais Solms (1882)